# Ökröstó
Ökröstó (románul: Deleni), falu Romániában, Maros megyében.

## Története
Mezőpagocsa község része. A trianoni békeszerződésig Maros-Torda vármegye Marosi felső járásához tartozott.

## Népessége
2002-ben 101 lakosa volt, ebből 101 román nemzetiségű.

## Vallások
A falu lakói ortodox hitűek.